# ديفيد كانينج
ديفيد كانينج (بالإنجليزية: David Canning)‏ هو عالم سكان واقتصادي أمريكي، ولد في 1950.